# 問屋無用論
問屋無用論（とんやむようろん）とは林周二によって唱えられた学説。
1960年代ごろからの流通革命により大量生産、大量消費、チェーン店化が進められてきた。このことからメーカーから小売店に直接商品を搬送するという事が可能となり、中間に存在する問屋は無用になるという概念であった。だが実際には問屋が無くなる事で小売店が不利になったり、問屋の方も新たな経営戦略やシステム構築を行っているため、問屋無用論が唱えられてから50年以上が経った現在でも問屋(卸業者)は存在している。